# 体位性窒息

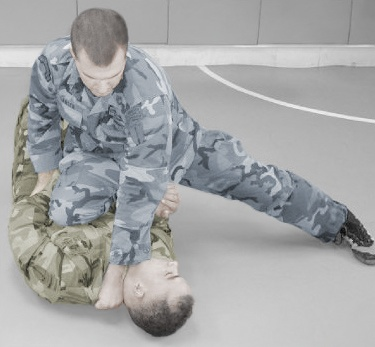
膝压胸位会压迫胸部，使下方的人呼吸困难。

体位性窒息是一种因身体姿势阻碍正常呼吸而导致的窒息形式。当口鼻被堵住，或胸腔无法充分扩张时，人可能因体位性窒息意外死亡。

## 背景
1992年和2000年发表在《美国法医学与病理学杂志》上的文章称，有多起案例与四马攒蹄式约束或俯卧束缚姿势相关。
纽约警察局曾刊载关于减少在押人员死亡的指南于司法部1995年一份关于“体位性窒息”的公告中。该指南建议，“一旦嫌疑人被戴上手铐，就应使其离开俯卧位，让他侧卧或坐下。”1996年，联邦调查局的一份公告指出，当时许多执法和卫生人员正被教导避免以面朝下的方式束缚嫌疑人，或仅可在极短时间内采取该姿势。
1995年，《急诊医学年鉴》指出，即使在对象处于护理人员即时监护下的案例中，复苏也告失败并导致对象死亡。1999年3月《学术急诊医学》（Academic Emergency Medicine）期刊的一篇文章报道，一组医生提出了一种复苏方法，通过纠正受害者血液中的酸中毒，在其小规模研究中被证明有效 2010年《田纳西州医学会杂志》（Journal of the Tennessee Medical Association）的一篇文章报告了一例使用“激进镇静”、“通气辅助”等干预措施成功复苏的个案，但补充说明“避免使用俯卧束缚姿势或许能规避部分问题”。
1997年《急诊医学年鉴》的一篇文章报道了一项小型实验室研究：研究人员将15名年龄在18至40岁的健康男性置于“俯卧束缚”（hobble）或“四马攒蹄式束缚”（hog-tie）姿势中。研究发现，束缚对这15名健康男性的呼吸和血氧水平影响有限。
2002年发表于《英国法医学实践杂志》（British Journal of Forensic Practice）的一篇文献综述指出，与仰卧位约束相比，将人置于俯卧位约束更可能导致更大程度的呼吸受限。
2008年发表于《医学、科学与法律》期刊的一篇文章指出，约束对象的方式也可能增加死亡风险，例如跪压或以其他方式在对象身上施加体重，尤其任何形式的颈部约束动作。测量约束姿势对肺功能影响的研究表明，涉及弯曲被约束者身体或在其身上施加体重的约束方式，比单独的俯卧位对其呼吸的影响更大。
在美国，1998年至2009年间报告的警方拘押期间死亡事件中，有16起将约束手段列为死亡的“直接因素或促成因素”。独立警察投诉委员会（IPCC）于2010年对这些死亡事件进行了调查，并提交了一份报告。
根据2001年《美国急诊医学杂志》（American Journal of Emergency Medicine）的一篇文章，长时间（特别是有反抗的）束缚、肥胖、既往心脏或呼吸系统问题以及使用可卡因等违禁药物，均可能增加约束致死的风险。
根据2011年发表于《医学、科学与法律》期刊的一篇文章，体位性窒息并不仅限于俯卧位束缚。即使将被束缚者置于坐姿，若使其被迫前屈导致胸部抵住或接近膝盖，也可能降低其呼吸能力。当被束缚者体重指数（BMI）偏高和/或腰围较大时，风险会更高。
美国新闻调查局2012年发布的一项系列报道称，自20世纪90年代末以来，法医曾使用“激越性谵妄”（excited delirium）这一术语来解释与警察的束缚相关的死亡事件。1997年5月《维也纳临床周刊》（Wiener klinische Wochenschrift）的一篇文章指出，现实情境中的死亡常发生于激越性谵妄之后，而这种现象在当时的实验室模拟研究中尚未得到充分探讨。

## 事故或疾病
根据2008年发表于《法医学与法律医学杂志》的一篇文章，体位性窒息亦可能源于意外事故或疾病。这一情况可包括床栏窒息（bed rail strangulation）。
2008年发表于《EMBO报告》（EMBO Reports）的一篇关于婴儿猝死综合征的文章指出，“意外窒息”（accidental suffocation）、“卡陷”（wedging）或“体位性窒息”（positional asphyxia）的诊断数量有所增加。
奥林匹克田径运动员弗洛伦斯·格里菲斯-乔伊娜和前美国职业棒球大联盟球员约翰·马扎诺约翰·马扎诺均死于体位性窒息，前者发生于癫痫发作后，后者则发生在楼梯跌落之后。